# Famille Angaran
 (juillet 2024).
Si vous disposez d'ouvrages ou d'articles de référence ou si vous connaissez des sites web de qualité traitant du thème abordé ici, merci de compléter l'article en donnant les références utiles à sa vérifiabilité et en les liant à la section « Notes et références ».
Pour les articles homonymes, voir Angaran.
La famille Angaran est une famille patricienne de la république de Venise.
Cette famille, titrée de comtes, est originaire d'une colonie romaine de Vicence. Fabio Angaran déboursa 100 000 ducats d'argent de tribut à la guerre de Candie pour être agrégée le 20 juin 1655 à la noblesse de Venise. La famille est divisée en deux branches. Elle compta des sénateurs et des conseillers de quarantie dans ses rangs.

## Armes

Armes des Angaran: azur avec une face de gueules et trois étoiles d'Or, deux en chef et une en pointe.